# Біблійний пояс

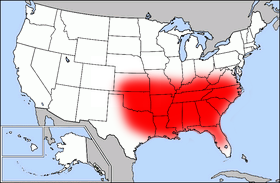
Біблійний пояс США

Біблійний пояс (англ. Bible Belt) — регіон в Сполучених Штатах Америки, в якому одним з основних аспектів культури є євангельський протестантизм. Ядром Біблійного поясу традиційно є Південні штати. Це пов'язано в тому числі з тим, що тут найсильніші позиції Південно-Баптистської Конвенції, одного з найбільших релігійних об'єднань США.

## Географія
Чітких меж у Біблійного поясу не існує, однак, приблизно він простягається від Техасу на південному заході і Канзасу на північному заході до східного узбережжя країни, де доходить до Вірджинії на північному сході і Флориди на південному сході. 

## Політика
В політичному відношенні штати Біблійного поясу внаслідок сильної релігійності населення відносяться скоріше до консервативного виборчого спектру. Як правило, з другої половини ХХ століття в Біблійному поясі вибори виграють республіканці, як це було і на Президентських виборах в 2004 році.

## Інше
Місто Нашвілл в штаті Теннессі часто називає себе «пряжкою Біблійного поясу» (Buckle of the Bible Belt). Причиною цього є той факт, що в Нешвіллі часто носять надмірно великі пряжки виконавців музики кантрі, а також що в ньому представлені численні протестантські конфесії. Іноді право на таку назву виборює і місто Талса в штаті Оклахома.
Іноді Біблійний пояс жартівливо називають поясом вірності.